# Vestlige USA
Det vestlige USA (også kaldet American West, Far West og The West) er en Census Bureau-region, der omfatter de vestligste delstater i USA. Efterhånden som den amerikanske bosættelse i USA udvidede sig mod vest, ændrede betydningen af udtrykket Vesten sig. Før omkring 1800 blev toppen af Appalachian Mountains set som den vestlige grænse. Grænsen flyttede sig vestpå, og til sidst blev landene vest for Mississippi-floden betragtet som the West.

## Delstater

### Underregioner
Vesten er opdelt i to mindre enheder eller divisioner af US Census Bureau:

#### Mountain
- Montana
- Wyoming
- Colorado
- New Mexico
- Idaho
- Utah
- Arizona
- Nevada

#### Pacific
- Washington
- Oregon
- Californien
- Alaska
- Hawaii